# دکتر زوس

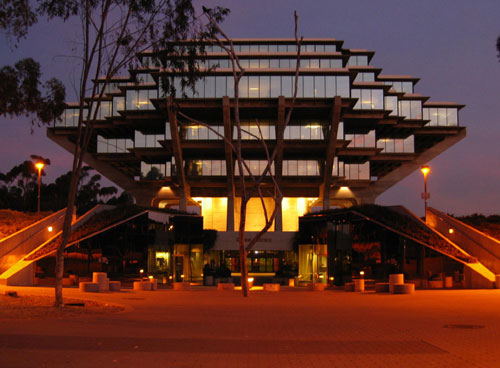
کتاب‌خانهٔ گایزل

تئودور سوس گایزِل (به انگلیسی: Theodor Seuss Geisel) مشهور به دکتر سوس (به انگلیسی: Dr. Seuss) (زادهٔ ۲ مارس ۱۹۰۴، درگذشتهٔ ۲۴ سپتامبر ۱۹۹۱) داستان‌نویسِ کودکان، شاعر، کارتونیست، تصویرگر و انیماتور آمریکایی بود. (تلفظِ نام وی به زبان آلمانی زویس است).

## تحصیلات
او در کالج دارتموث تحصیل نمود.

## فعالیت‌ها
او کارهای زیاد انجام داده است که شامل ۱۱ ویژه برنامهٔ تلویزیونی، ۴ فیلم برجسته، یک فیلم موزیکال و ۴ سریال تلویزیونی است.
همچنین او به عنوان تصویرساز در انجمن‌های انتشاراتی فعالیت داشت که قابل توجه‌ترین کارهای او برای کارهای «تندرفتن» و «نفت استاندارد» به عنوان یک کارتونیست سیاسی برای روزنامهٔ نیویورک سیتی بود. در زمان جنگ جهانی دوم او در یک انجمن انیمیشن در ارتش امریکا کار می‌کرد جایی که او «طراحی برای مرگ» را نوشت که بعدها برندهٔ جایزهٔ مستندسازی در سال ۱۹۴۷ شد.

## افتخارات
او در ۱۹۸۴ برندهٔ جایزهٔ پولیتزر شد.

## درگذشت
دکتر سوس در ۱۹۹۱ در گذشت.
کتابخانهٔ مرکزی دانشگاه کالیفرنیا در سن‌دیگو (در تصویر) به افتخار او نام‌گذاری شده‌است.